# Pedra rúnica de Näsby
La Pedra rúnica de Näsby, identificada com a U 455 en la base de dades Rundata, és una pedra rúnica vikinga descoberta a Näsby, Uppland, Suècia. La pedra aparegué en unes excavacions del 1995-1996, i està en molt bon estat de conservació, sense cap runa danyada.

## Descripció
La Pedra de Näsby, tallada en granit i de 3 metres d'alçada, fou elaborada com un monument commemoratiu per una tragèdia familiar, encarregada per un home que havia perdut pare i mare, morts ofegats.
Les runes, d'estil Urnes, estan gravades en els cossos esbossats d'animals de complexió estreta. Les inscripcions d'aquest estil solen tenir figures estretes d'animals que s'entrellacen en dissenys atapeïts. Els caps estan de perfil, tenen ulls en forma ametlada i solen tenir protuberàncies arrissades sobre nassos i colls.
Malgrat que la inscripció no està signada, per raons estilístiques s'atribueix a Fot, conegut mestre gravador de runes (erilaz) viking d'Uppland, actiu a mitjan segle xi.

### La inscripció
En caràcters llatins:
| « | × inkifastr + lit × raisa × stain × þina at þorkil + faþur sin (a)uk at kunilti moþur sina þa(u) truknaþu × baþi | » |

En nòrdic antic
| « | Ingifastr let ræisa stæin þenna at Þorkel, faður sinn, ok at Gunnhildi, moður sina. Þau drunknaðu baði. | » |

En català:
| « | Ingifastr feu erigir aquesta pedra en memòria de Þorkell, son pare, i en memòria de Gunnhildr, sa mare. Ambdós s'ofegaren. | » |